# Jindřich Krejča
Akademický malíř Jindřich Krejča (4. dubna 1920, Žlebské Chvalovice – 29. května 1991) byl významným vědeckým ilustrátorem zaměřujícím se převážně na floru.

## Život
Na uměleckou dráhu se připravoval na grafické škole v Praze a na akademii umění v Mnichově. Po ukončení studií působil krátce jako pedagog oboru užitého umění v Praze, potom si zvolil dráhu svobodného umělce. Od roku 1949 byl členem Svazu slovenských výtvarných umělců a jako jeho reprezentant pracoval v několika výtvarných komisích (např. ve vydavatelství Príroda byl dlouholetým předsedou výtvarné komise).
Věnoval se především knižním ilustracím; už v padesátých letech se začal specializovat na kreslení rostlin a živočichů. Dlouhodobě spolupracoval s kolektivem Katedry botaniky a Katedry zoologie Přírodovědecké fakulty UK v Bratislavě. Plodem tohoto symbiotického vztahu bylo několik na knižním trhu vyhledávaných obrazových publikací a atlasů, které vyšly v několika reedicích v různých nakladatelstvích (např. Avicenum, Artia, Obzor, Príroda, Slovart aj.) Mezi jeho významná a pozoruhodná díla patří Obrazová květena Slovenska, Fauna Slovenska, Klinická toxikologie. Známé jsou i atlasy, které vyšly v několika jazykových mutacích: Letničky (Krejča, Klíma), Skalničky (Krejča, Jakobová), ale i Z naší přírody – rostliny (Krejča, Šamšák a kol.) a Z naší přírody – živočichové (Krejča, Korbel a kol.). Z vydaných obrazových atlasů léčivých a jedovatých rostlin ilustroval Atlas léčivých rostlin (Machů, Krejča), Naše rostliny v lékařství (Korbelář, Endris, Krejča), Malý atlas léčivých rostlin (Turzová, Krejča) a Atlas léčivých rostlin a lesních plodin (Kresánek, Krejča). Také mnohé knihy oblíbené v zahraničí obsahují Krejčovy ilustrace (Lexikon der Heilpflazen, Lexikon der Küchen- und Gewürtzkraüter, Kitchen Herbs and Spices). K posledním pracím patří dvojdílná publikace Blumen unserer Heimat, Bäume und Sträucher unserer Heimat.
Jako renomovaný autor botanických ilustrací se uplatnil i ve světové encyklopedii výtvarníků botanické literatury Botanical Art and Illustration (Hunt Institute Carnegie Mellon University Pittsbourgh) a byl i nositelem několika medailí a vyznamenání (několikrát bylo jeho dílo oceněno v soutěži o nejkrásnější knihy roku).